# Community HeroCard
Community HeroCard (CHC) – waluta lokalna wprowadzona w Minneapolis w stanie Minnesota w USA w 1998 korzystająca z kart debetowych.
Program powstał przy współpracy lokalnej społeczności, organizacji non-profit (NPO) i miejscowych władz w celu uaktywnienia społeczności i gospodarki.
Mieszkańcy opłacają wpisowe w wysokości 10 dolarów, a następnie stają się woluntariuszami jednej ze współpracujących organizacji non-profit, zyskując 10 wirtualnych dolarów (C$D) za każdą godzinę pracy społecznej. Kwota ta jest wpłacana na rachunek karty.
Współpracujące sklepy zgadzają się na refundację 5 do 20% ceny zakupu. Gdy członek programu dokonuje zakupu, sklep przekazuje mu 40% swojego zobowiązania, następne 40% albo członkowi, jeśli płaci walutą lokalną, albo, w przeciwnym wypadku, organizacjom NPO. Pozostałe 20% przekazywane jest współpracującym organizacjom non-profit. Dodatkowo pobierana jest opłata 25 centów za każde użycie karty. C$D muszą zostać wykorzystane w ciągu 180 dni. Jeśli nie, przekazywane są współpracującym NPO.
W sierpniu 1999 w programie uczestniczyło 2100 osób, 43 organizacje i 70 sklepów.